# شعب نيبالي

الشعب النيبالي هم بالأصل مهاجرين من أجزاء من نيبال الكبرى في وقت سابق، التبت ، الهند ، وأجزاء من بورما ويوننان جنباً إلى سكان القبائل الأصلية. يبلغ تعداد النيباليون في العالم حوالي 35 مليون نسمة.